# Gbliglo
Gbliglo est une localité située au sud-ouest de la Côte d'Ivoire, et appartenant au département de Soubré, dans la Région du Bas-Sassandra.
La localité de Gbliglo est un chef-lieu de commune.